# 1711 w muzyce
Wydarzenia muzyczne w 1711 roku.

## Wydarzenia
- Bartolomeo Cristofori wynalazł fortepian
- John Shore wynalazł kamerton.

## Dzieła
- Francesco Onofrio Manfredini – Konzert fur 2 Trompetten D-dur
- Marin Marais – Pièces de Viole (vol no. III)
- Antonio Vivaldi – Concerto per due Violini e violoncello
- Antonio Vivaldi – L’estro armonico
- Jan Dismas Zelenka – Missa Sanctae Caeciliae

## Dzieła operowe
- Reinhard Keiser – Croesus
- Johann Friedrich Fasch – Clomire
- Georg Friedrich Händel – Rinaldo (premiera w Londynie 14 lutego).
- Nicola Porpora – Flavio Anicio Olibrio
- Antonio Lotti -– Il tradimento traditor di se stesso oraz La forza del sangue

## Urodzili się
- 10 stycznia – Gaetano Latilla, włoski kompozytor (zm. 1788)
- 23 czerwca – Giovanni Battista Guadagnini, włoski lutnik (zm. 1786)
- 17 września – Ignaz Holzbauer, austriacki kompozytor (zm. 1783)
- 25 grudnia – Jean-Joseph de Mondonville, francuski skrzypek i kompozytor epoki baroku (zm. 1772)

Data dzienna nieznana
- William Boyce, angielski kompozytor (zm. 1779)
- Davide Perez, włoski kompozytor (zm. 1778)

## Zmarli
- 19 marca – Thomas Ken, autor hymnów (ur. 1637)

data dzienna nieznana
- Buhurizade Itri, kompozytor „tureckiego” klasycyzmu (ur. ok. 1640)